# Füzi Ákos
Füzi Ákos (Kapuvár, 1978. március 24. –) korábbi tizenkétszeres magyar válogatott labdarúgó. Polgári foglalkozását tekintve ügyvéd. 2008-ban egy térdsérülés miatt kellett abbahagynia az aktív labdarúgást, 30 évesen. 306 mérkőzésen 23 gólt szerzett a magyar élvonalban, a Győri ETO FC, a BVSC, a Ferencváros, az MTK Budapest, az Újpest, majd végül a Vasas játékosa volt, közben légiósként az osztrák Admira Wacker színeiben. Legnagyobb sikere a 2002/03-as szezonban az MTK futballistájaként elért bajnoki cím volt. Apja Füzi Géza és testvére Füzi Krisztián szintén labdarúgók.

## Pályafutása

### Győri ETO
Karrierjét a Győri ETO játékosakét kezdte. Első szezonja az 1995/96-os volt. Húsz mérkőzést játszott a bajnokságban, és ezeken a találkozókon egy gólt ért el. Az ETO-val a tizenötödik helyen zártak. A bajnokság után eligazolt a BVSC-hez.

### BVSC
Ahhoz a BVSC-hez igazolt, amely az előző évi bajnokságot, ezüstérmesként zárta. Füzi a harmincnégy bajnoki meccsből huszonkilencszer játszott, és két gól lőtt. Hatodik helyen zárták az 1996/97-es szezont.
A következő szezonban, az 1997/98-asban már eggyel több bajnokit játszott az első budapesti szezonjához képest, azaz harminc meccsen számolt vele edzője. Góljai száma nem emelkedett, hiszen ekkor is két gólt ért el. A BVSC két helyet hátracsúszva a tizedik helyen végzett, Füzi pedig nyáron eligazolt a Ferencvároshoz.

### Ferencváros
Első mérkőzése a Fradi színeiben, egy Sankt pölteni felkészülési mérkőzés volt, a helyi csapat ellen, 1998. július 8-án. Első tétmeccsét, július 22-én játszotta, az Üllői úton. Ez egy UEFA-kupa selejtező volt az andorrai Principat ellen. A bajnokságban, huszonnyolc meccsen számolt vele edzője. Ő ezt három góllal hálálta meg. A tabellán végül ezüstérmet szerzett a Fradi, az MTK mögött.
A következő, 1999/00-es szezonban, huszonhat meccsen játszott, és egy gólt lőtt. Ötödikként végeztek. 2000 nyarán elhagyta a Ferencvárost, az MTK Hungária kedvéért. Utolsó találkozóját a zöldek színeiben, 2000. május 12-én játszotta, a Győr ellen, a bajnokságban. Összesen ötvennégy bajnokin játszott az FTC-nél.

### MTK Hungária
Első szezonja, a 2000/01-es volt. Az MTK ezüstérmesként zárta az előző évi bajnokságot, így szerettek volna előrelépni. A bajnokság első szakaszának B csoportját meg is nyerték, azonban a második szakaszban, gyenge teljesítmény miatt, csak a hatodik helyen zártak. Füzi összesen harminckettő bajnokin játszott, és négy gólt rúgott.
2001/02-es szezonban, az alapszakaszt megint megnyerték, de a rájátszás felsőházában két helyet visszaesve bronzérmesként zártak. Füzi harmincöt mérkőzésen szerepelt, és a végelszámolásnál három gól állt a neve mellett.
A következő szezon, a 2002/03-as volt. Ekkor nem nyerték meg az alapszakasz küzdelmeit, ám ezúttal sikerült győzedelmeskedni a rájátszásban az MTK-nak így Füzi, egyszeres bajnoknak vallhatta magát. Huszonhat meccsen játszott, és ez volt az első szezonja pályafutása során, amikor nem szerzett gólt a bajnokságban.
Füzi bajnoki címvédőként kezdhette tehát a következő szezont, a 2003/04-est. Itt végül nem aratott sok babér a számukra, hiszen csak hatodikként zártak a rájátszásban, pedig az alapszakaszt még negyedikként fejezték be. Harminc meccsen játszott, és újra sikerült neki betalálnia, egyszer.
2004 nyarán az utolsó szezonját kezdte az MTK-nál. A harminc bajnoki meccsből huszonkettőn volt a pályán. Ez volt pályafutása legtermékenyebb szezonja is, hiszen hiába játszott elég kevés bajnokit, így is öt gólt ért el, amennyit még azelőtt, és később kiderült, azután ennyit soha sem ért el. Végül egy pontlevonás miatt harmadikként fejezték be a bajnokságot.

### Újpest FC
Egy félresikerült ausztriai kitérő után, 2006 januárjától volt az Újpest játékosa. Első bajnoki mérkőzését, 2006. március 4-én játszotta, a későbbi csapata, a Vasas ellen. Összesen tizennégy meccsen játszott és egy gólt lőtt. Egyetlen gólját, április 22-én lőtte, a Honvéd ellen. Végül ezüstérmesként zártak.
A következő szezont is Újpesten kezdte. Mindössze kilenc meccsen játszott a bajnokságban, és gólt sem szerzett, a negyedikként végző lilák színeiben. A kevés mérkőzésszám nagyban volt köszönhető a sérüléseinek.
A 2007/08-as bajnokságban, az ősszel két bajnokin játszott, majd eligazolt a Vasashoz.

### Vasas
2008. évi téli átigazolási időszakban érkezett Angyalföldre, ahol kétéves szerződést írt alá. Váltását nagyban befolyásolta a Vasas akkori edzője, Mészöly Géza személye, akivel korábban Újpesten dolgozott együtt a játékos. A bajnokságban, 2008. március 3-án mutatkozott be, a REAC ellen. Áprilisig még két mérkőzést játszott. Ekkor azonban, bejelentette visszavonulását a sorozatos térdproblémái miatt. Harmincévesen vonult vissza az aktív labdarúgástól.

### A válogatottban
1999. augusztus 18-án mutatkozott be a magyar válogatottban, egy Moldova elleni barátságos mérkőzésen. A meccsen a nyolcvanharmadik percben váltotta Szekeres Tamást, hat perccel később pedig sárga lapot gyűjtött be. A meccs 1–1-gyel zárult. Szeptember 8-án lejátszotta második válogatott meccsét is, Azerbajdzsán ellen. A 3–0-s magyar győzelemmel záruló Eb-selejtezőn, a kilencvenedik percben váltotta Thomas Sowunmit.
2001. szeptember 5-én játszotta következő meccsét a magyar csapatban, Románia ellen. Az ötvenötödik percben állította be Gellei Imre szövetségi kapitány, Korsós Attila helyére. 2001-ben nem játszott több mérkőzést.
2002-ben három találkozón játszott. Elutazott februárban a csapattal, egy Cipruson rendezendő tornára. Itt mind a két meccsen szerepet kapott, az első meccsen Csehország ellen a kezdőben kapott helyet, és a hetvenkettedik percben cserélték le. A második meccsen, ami másnap volt, szintén kezdőkét játszott, és a szünetben cserélték le Svájc ellen. Az utolsó 2002-es meccse, április 17-én volt hazai pályán, Fehéroroszország ellen. Gellei a szünetben küldte be Füzit, Mátyus János helyére.
2003. április 30-án játszott újra a nemzeti csapatban. Ekkor rendezték a Luxemburg elleni barátságos meccset. Az ötvennyolcadik percben állt be Lőw Zsolt helyére. Június 11-én már Eb-selejtező meccsen is játszhatott, San Marinóban. Szekeres Tamást váltotta a védelemben, az ötvenhatodik percben. Augusztus 20-án Muraszombatban szerepelt a válogatott, Szlovénia vendégeként, barátságos találkozón. Füzi a hetvennyolcadik percben jött be a csapatba, Lőw helyére. Október 11-én újra Eb-selejtezőt játszott, Lengyelország ellen. Ez volt az első válogatott mérkőzése amin végig a pályán volt.
2004-ben mindössze egy meccs jutott számára. Ekkor már Lothar Matthäus volt a válogatott kapitánya. 2004. február 19-én Cipruson, Lettország ellen játszotta utolsó meccsét. A mérkőzésen, a hetvenkettedik percben cserélte le a szövetségi kapitány. Helyére Tököli Attilát küldte be.
A szövetségi kapitányok akiknél pályára lépett:
- Gellei Imre 9/0
- Bicskei Bertalan 2/0
- Lothar Matthäus 1/0

### Sportvezetőként
2008. április 24-én kinevezték az Újpest FC Klubmenedzserének. Tevékenységét egészen 2010. július 1-jéig végezte, azóta pedig a Nemzeti Erőforrás Minisztériumában, a sport-szakállamtitkárság versenysport- és utánpótlás-osztályának vezetőjeként dolgozik.

## Sikerei, díjai
Magyar bajnokság
- győztes: 2002/03
- ezüstérmes: 1998/99, 2005/06
- bronzérmes: 2001/02, 2004/05

Magyar Szuperkupa
- győztes: 2003

## Statisztika

### Mérkőzései a válogatottban
| Magyarország | Magyarország        | Magyarország                    | Magyarország | Magyarország | Magyarország     | Magyarország | Magyarország | Magyarország |
| #            | Dátum               | Helyszín                        | Hazai        | Eredmény     | Vendég           | Kiírás       | Gólok        | Esemény      |
| ------------ | ------------------- | ------------------------------- | ------------ | ------------ | ---------------- | ------------ | ------------ | ------------ |
| 1.           | 1999. augusztus 18. | Budapest, Üllői úti Stadion     | Magyarország | 1 – 1        | Moldova          | barátságos   | -            | 83' 89'      |
| 2.           | 1999. szeptember 8. | Budapest, Üllői úti Stadion     | Magyarország | 3 – 0        | Azerbajdzsán     | Eb-selejtező | -            | 89'          |
| 3.           | 2001. szeptember 5. | Budapest, Népstadion            | Magyarország | 0 – 2        | Románia          | vb-selejtező | -            | 55'          |
| 4.           | 2001. november 14.  | Budapest, Megyeri úti Stadion   | Magyarország | 5 – 0        | Macedónia        | barátságos   | -            | 75'          |
| 5.           | 2002. február 12.   | Lárnaka (CYP)                   | Magyarország | 0 – 2        | Csehország       | barátságos   | -            | 72'          |
| 6.           | 2002. február 13.   | Limassol (CYP)                  | Magyarország | 1 – 2        | Svájc            | barátságos   | -            | a szünetben  |
| 7.           | 2002. április 17.   | Debrecen                        | Magyarország | 2 – 5        | Fehéroroszország | barátságos   | -            | a szünetben  |
| 8.           | 2003. április 30.   | Budapest, Megyeri úti Stadion   | Magyarország | 5 – 1        | Luxemburg        | barátságos   | -            | 58'          |
| 9.           | 2003. június 11.    | Serravalle                      | San Marino   | 0 – 5        | Magyarország     | Eb-selejtező | -            | 56'          |
| 10.          | 2003. augusztus 20. | Muraszombat                     | Szlovénia    | 2 – 1        | Magyarország     | barátságos   | -            | 78'          |
| 11.          | 2003. október 11.   | Budapest, Puskás Ferenc Stadion | Magyarország | 1 – 2        | Lengyelország    | Eb-selejtező | -            |              |
| 12.          | 2004. február 19.   | Limassol (CYP)                  | Magyarország | 2 – 1        | Lettország       | barátságos   | -            | 72'          |
|              | Összesen            |                                 |              | 12           | mérkőzés         |              | 0            | gól          |